# Коробова, Ольга Владимировна
Ольга Владимировна Коробова (род. 15 сентября 1978, Заря, Московская область) — российский политический и общественный деятель. На выборах в Государственную Думу РФ VIII созыва в сентябре 2021 года была избрана депутатом. Член партии «Единая Россия».

## Биография
Родилась 15 сентября 1978 года в посёлке Заря Балашихинского района Московской области. В 2001 году окончила КГУ имени К. Э. Циолковского, специальность - учитель истории, а в 2012 г. - Российскую правовую академию Министерства юстиции РФ по специальности «юриспруденция». 
С 1997 по 2001 г. - председатель совета Союза пионерских, детских организаций Калужской области, второй секретарь Калужского областного комитета Российского союза молодежи. С 2000 по 2004 г. - заместитель директора областного Центра воспитательной работы. С 2004 по 2005 г. - главный специалист отдела молодежной кадровой политики и занятости комитета по молодежной политике Министерства образования, культуры и спорта Калужской области. 
С 2005 по 2008 г. - председатель комитата молодежной политики администрации Тарусского района. Одновременно в 2008-2013 гг. - председатель калужской областной общественной организации Российского союза молодежи.  С 2013 по 2015 г. - начальник управления молодежной политики Министерства образования и науки Калужской области. С октября 2017 г. по октябрь 2021 г. - уполномоченный по правам ребенка в Калужской области. 
На выборах в Государственную Думу РФ VIII созыва в сентябре 2021 года была избрана депутатом по Калужскому одномандатному избирательному округу №99. Член Комитета Государственной Думы по вопросам семьи, женщин и детей. С ноября 2021 г. - член комиссии генерального совета партии «Единая Россия» по защите материнства, детства и поддержки семьи.
Из-за вторжения России на Украину находится под международными санкциями Евросоюза, США, Великобритании и ряда других стран.
Замужем. Есть двое детей: сын и дочь.

## Награды и звания
- Медаль «За особые заслуги перед Калужской областью» III степени (25 сентября 2023) — за особые заслуги и высокие достижения, способствующие социально-экономическому развитию Калужской области
- Почётная грамота Министерства спорта и молодёжной политики Калужской области (2014)
- Памятная медаль  «XXII Олимпийские зимние игры и XI Паралимпийские зимние игры 2014 года в г. Сочи» (2014)